# Landschaftsschutzgebiet Freiflächen um Canstein
Das Landschaftsschutzgebiet Freiflächen um Canstein mit 97,04 ha liegt im Stadtgebiet von Marsberg und im Hochsauerlandkreis. Das Gebiet wurde 2008 mit dem Landschaftsplan Marsberg durch den Kreistag des Hochsauerlandkreises als Landschaftsschutzgebiet (LSG) ausgewiesen. Das LSG wurde als Landschaftsplangebiet vom Typ B, Ortsrandlagen, Offenland- und Kulturlandschutz, ausgewiesen. 

## Beschreibung
Das LSG besteht aus drei Teilflächen, die alle direkt an die Bebauung von Canstein angrenzen. Im LSG befinden sich landwirtschaftliche Offenlandbereiche. Direkt südlich von Schloss Canstein liegt eine Obstwiese und einzelnen Großbäume, darunter ein Naturdenkmal. Dort wo das LSG zu den Taleinschnitten von Kleppe und Orpe steil abfällt, gibt es eine extensivere Grünland-Nutzung. Nördlich der Straße Zur Agatha bzw. östlich der Ostfläche vom Naturschutzgebiet Klebberg liegen Gartengrundstücke, die meist ungenutzt sind und dann eine starke Gehölz-Sukzession aufweisen.

## Schutzzweck
Die Ausweisung erfolgte zur Sicherung der Vielfalt und Eigenart der Landschaft im Nahbereich der Ortslagen und der alten landwirtschaftlichen Vorranggebiete durch Offenhaltung, ferner wegen der besonderen Bedeutung für die Erholung.

## Rechtliche Vorschriften
Wie in den anderen Landschaftsschutzgebieten im Stadtgebiet besteht im LSG ein Verbot, Bauwerke zu errichten. Vom Verbot ausgenommen sind Bauvorhaben für Gartenbaubetriebe, Land- und Forstwirtschaft. Die Untere Naturschutzbehörde kann Ausnahmegenehmigungen für Bauten aller Art erteilen. Wie in den anderen Landschaftsschutzgebieten vom Typ B in Meschede besteht im LSG ein Verbot der Erstaufforstung und ein Verbot, Weihnachtsbaum-, Schmuckreisig- und Baumschul-Kulturen anzulegen. Es besteht das Gebot, das LSG durch landwirtschaftliche Nutzung oder geeignete Pflegemaßnahmen von Bewaldung freizuhalten.

## Naturschutzmaßnahmen
Der VNV pflanzte Obstbäume und führt dort den Pflegeschnitt an den Obstbäumen am Ehrenmal direkt an der Landesgrenze durch, wobei sich die betreute Ostwiese auf hessischem Gebiet fortsetzt. Auch Obstbaum-Schnittkurse wurden dort durchgeführt.